# Mazères (Ariège)
Mazères é uma comuna francesa na região administrativa de Occitânia, no departamento de Ariège.